# Saison 2016 des Giants de San Francisco
La saison 2016 des Giants de San Francisco est la 132e saison en Ligue majeure de baseball pour cette franchise et la 59e depuis le transfert des Giants de la ville de New York à celle de San Francisco. 

## Contexte
Un an après avoir remporté leur troisième Série mondiale en cinq ans, les Giants perdent en 2015 quatre parties de plus qu'en 2014, concèdent aux Dodgers de Los Angeles le titre de la division Ouest de la Ligue nationale et ratent les séries éliminatoires. San Francisco boucle l'année avec 84 victoires et 78 défaites, huit matchs derrière les Dodgers.

## Calendrier pré-saison
L'entraînement de printemps 2016 des Giants se déroule du 3 mars au 4 avril.

## Saison régulière
La saison régulière de 162 matchs des Giants débute le 4 avril par une visite aux Diamondbacks de l'Arizona et se termine le 4 octobre suivant. Le premier match local au AT&T Park de San Francisco est disputé aux Rockies du Colorado le 13 avril.

### Classement
| Ligue nationale division Ouest | V  | D  | %    | Diff. | Diff. (séries) |
| ------------------------------ | -- | -- | ---- | ----- | -------------- |
| Dodgers de Los Angeles         | 91 | 71 | ,562 | -     | -              |
| Giants de San Francisco        | 87 | 75 | ,537 | 4     | -              |
| Rockies du Colorado            | 75 | 87 | ,463 | 16    | 12             |
| Diamondbacks de l'Arizona      | 69 | 93 | ,426 | 22    | 18             |
| Padres de San Diego            | 68 | 94 | ,420 | 23    | 19             |

## Affiliations en ligues mineures
| Niveau            | Équipe                          | Ligue                         |
| ----------------- | ------------------------------- | ----------------------------- |
| AAA               | River Cats de Sacramento        | Ligue de la côte du Pacifique |
| AA                | Flying Squirrels de Richmond    | Eastern League                |
| A-Advanced        | Giants de San Jose              | California League             |
| A                 | GreenJackets d'Augusta          | South Atlantic League         |
| A (saison courte) | Volcanoes de Salem-Keizer       | Northwest League              |
| Ligue des recrues | Giants de la Ligue de l'Arizona | Ligue de l'Arizona            |
| Ligue des recrues | DSL Giants                      | Dominican Summer League       |